# Camilla Jensen
Camilla Jensen (ur. 25 października 1982), duńska curlerka. Jest zawodniczką Tårnby Curling Club, gra jako czwarta w drużynie starszej siostry Angeliny.
Jensen w latach 1996-1998 startowała bez większych sukcesów w mistrzostwach świata juniorów. Zdobyła brązowy medal Światowego Challenge'u Juniorów 1999.
Jako seniorka na arenie międzynarodowej zadebiutowała podczas MŚ 2006 zajmując 6. miejsce. W grudniu tego roku uplasowała się na 7. pozycji ME. W 2006 zagrywała kamienie jako trzecia.
Największy sukces Dunka wywalczyła w 2007, kiedy to doszła do finału MŚ. Sama Camilla nie grała w fazie play-off. We wrześniu 2007 jako trzecia w zespole Joela Ostrowskiego sięgnęła po srebrny medal Mistrzostw Europy Mikstów. Rok później jej zespołom nie udało się powtórzyć dokonań, MŚ 2008 zakończyła na 5. a MEM 2008 na 6. miejscu.
Lepsza forma nadeszła na Mistrzostwa Europy 2008. Dunki w play-off wygrały z Niemkami (Andrea Schöpp) 8:7, po półfinałowej porażce 7:8 ze Szwedkami (Anette Norberg) otrzymała brązowy medal. Krążek z tego samego kruszcu wywalczyła na Mistrzostwach Świata 2009, kiedy reprezentacja Danii pokonała w małym finale Kanadyjki (Jennifer Jones) 7:6.
W sezonie 2009/2010 Jensen powtórzyła osiągnięcie z MEM 2007. W finale Mistrzostw Europy Mikstów 2009 Duńczycy przegrali ze Szkotami (Tom Junior Brewster) 1:5. Na ME 2009 Camilla Jensen obroniła brązowy medal. W 2010 reprezentowała Danię na Zimowych Igrzyskach Olimpijskich 2010, drużyna zajęła 5. miejsce.

## Wielki Szlem
| Turniej                | 2009/2010 |
| ---------------------- | --------- |
| Autumn Gold            | x         |
| Manitoba Lotteries     | A         |
| Players’ Championships | A         |

| —  | = turniej nie odbył się                     |
| A  | = nie uczestniczyła                         |
| x  | = nie zakwalifikowała się do fazy finałowej |
| QF | = ćwierćfinał                               |
| SF | = półfinał                                  |
| F  | = finał                                     |
| W  | = zwycięstwo                                |

## Drużyna
|                  | Czwarta             | Trzecia          | Druga                    | Otwierająca          |
| ---------------- | ------------------- | ---------------- | ------------------------ | -------------------- |
| od 2010          | Camilla Jensen      | Angelina Jensen  | Ane Hansen Jannie Gundry | Ivana Bratic         |
| 2007/2010        | Madeleine Dupont    | Denise Dupont    | Angelina Jensen          | Camilla Jensen       |
| 2005/2006        | Madeleine Dupont    | Camilla Jensen   | Denise Dupont            | Angelina Jensen      |
| 1998/1999        | Louise Jensen       | Camilla Hansen   | Mette Andersen           | Camilla Jensen       |
| 1997/1998        | Louise Jensen       | Camilla Hansen   | Camilla Jensen           | Maria Christiansen   |
| 1996/1997        | Ane Håkanson Hansen | Trine Kronholm   | Camilla Jensen           | Maria Christiansen   |
| 1995/1996        | Kamilla Schack      | Birgitte Knudsen | Ane Håkanson Hansen      | Camilla Jensen       |
| Drużyny mikstowe |                     |                  |                          |                      |
| 2009             | Joel Ostrowski      | Camilla Jensen   | Søren Jensen             | Mona Sylvest Nielsen |
| 2008             | Joel Ostrowski      | Camilla Jensen   | Søren Jensen             | Jeanne Ellegaard     |
| 2007             | Joel Ostrowski      | Camilla Jensen   | Søren Jensen             | Mona Sylvest Nielsen |